# Pétause
 (août 2025).
Si vous disposez d'ouvrages ou d'articles de référence ou si vous connaissez des sites web de qualité traitant du thème abordé ici, merci de compléter l'article en donnant les références utiles à sa vérifiabilité et en les liant à la section « Notes et références ».
La Pétause est une rivière du canton de Vaud, en Suisse, et un affluent de la Mèbre.

## Géographie
La source de la Pétause se trouve à Lausanne, dans le bois de Vernand Dessus. À une altitude de 662 m, elle entre dans un canal souterrain qu'elle emprunte pour traverser la plaine et le village de Romanel-sur-Lausanne. Là, elle arrive à nouveau sur Lausanne en entrant dans le bois de Vernand Dessous. Alors, après avoir passé le lieu-dit le Taulard, elle coule sur un parcours alternativement canalisé souterrain et à l'air libre, et marque la limite communale entre Lausanne et Jouxtens-Mézery. Elle entre finalement sur la commune de Crissier et se jette dans la Mèbre dans les bois d'En-Bas.

## Sources
: document utilisé comme source pour la rédaction de cet article.
- http://webapp.eia-fr.ch, « Mesures de gestion des crues du ruisseau de la Petause au passage de Romanel-sur-Lausanne » (consulté le 31 juillet 2011)
- [Lausanne 1243] Carte nationale : Lausanne, Wabern, Swisstopo, coll. « 1:25 000 » (no 1243), 2011 (ISBN 978-3-302-01243-8, lire en ligne)